# New Asheville Speedway
De New Asheville Speedway was een racecircuit gelegen in Asheville, North Carolina. Het was een ovaal circuit van 0,33 mijl of 528 meter in lengte. Het circuit werd tussen 1962 en 1971 gebruikt voor wedstrijden uit de NASCAR Grand National Series. In 1999 werd het circuit gesloten.

## Winnaars op het circuit
Winnaars op het circuit uit de Grand National Series.
| Jaar | Race          | Winnaar        | Auto     |
| ---- | ------------- | -------------- | -------- |
| 1962 | -             | Jack Smith     | Pontiac  |
| 1963 | -             | Ned Jarrett    | Ford     |
| 1964 | -             | Ned Jarrett    | Ford     |
| 1965 | -             | Junior Johnson | Ford     |
| 1966 | Asheville 300 | David Pearson  | Dodge    |
| 1967 | Asheville 300 | Jim Paschal    | Plymouth |
| 1968 | Asheville 300 | Richard Petty  | Plymouth |
| 1971 | Asheville 300 | Richard Petty  | Plymouth |